# Пойнт-Арена (Каліфорнія)
Пойнт-Арена (англ. Point Arena) — місто (англ. city) в США, в окрузі Мендосіно штату Каліфорнія. Населення — 460 осіб (2020).

## Географія
Пойнт-Арена розташований за координатами 38°54′44″ пн. ш. 123°41′45″ зх. д. / 38.91222° пн. ш. 123.69583° зх. д. (38.912309, -123.695762).  За даними Бюро перепису населення США в 2010 році місто мало площу 3,50 км², уся площа — суходіл.

### Клімат
| Клімат : Пойнт-Арена    | Клімат : Пойнт-Арена | Клімат : Пойнт-Арена | Клімат : Пойнт-Арена | Клімат : Пойнт-Арена | Клімат : Пойнт-Арена | Клімат : Пойнт-Арена | Клімат : Пойнт-Арена | Клімат : Пойнт-Арена | Клімат : Пойнт-Арена | Клімат : Пойнт-Арена | Клімат : Пойнт-Арена | Клімат : Пойнт-Арена | Клімат : Пойнт-Арена |
| Показник                | Січ.                 | Лют.                 | Бер.                 | Квіт.                | Трав.                | Черв.                | Лип.                 | Серп.                | Вер.                 | Жовт.                | Лист.                | Груд.                | Рік                  |
| Абсолютний максимум, °C | 24,4                 | 26,7                 | 26,1                 | 28,3                 | 28,3                 | 29,4                 | 31,7                 | 35,0                 | 32,2                 | 33,3                 | 26,1                 | 23,3                 | 35,0                 |
| Середній максимум, °C   | 13,6                 | 14,0                 | 14,3                 | 15,1                 | 16,2                 | 17,2                 | 18,4                 | 18,7                 | 19,3                 | 18,3                 | 15,9                 | 14,0                 | 16,3                 |
| Середній мінімум, °C    | 4,6                  | 5,6                  | 5,8                  | 6,2                  | 7,8                  | 9,2                  | 9,9                  | 10,3                 | 9,9                  | 8,4                  | 6,3                  | 5,2                  | 7,4                  |
| Абсолютний мінімум, °C  | −5,6                 | −3,9                 | −3,3                 | −2,2                 | −1,1                 | 1,1                  | 3,3                  | 3,3                  | 0,6                  | −2,2                 | −3,9                 | −4,4                 | −5,6                 |
| Норма опадів, мм        | 196                  | 175                  | 141                  | 75                   | 24                   | 7                    | 3                    | 8                    | 18                   | 74                   | 144                  | 184                  | 1049                 |
| Днів з опадами          | 12                   | 12                   | 12                   | 7                    | 5                    | 2                    | 1                    | 1                    | 3                    | 6                    | 10                   | 12                   | 83,0                 |
| ----------------------- | -------------------- | -------------------- | -------------------- | -------------------- | -------------------- | -------------------- | -------------------- | -------------------- | -------------------- | -------------------- | -------------------- | -------------------- | -------------------- |
| Джерело:                |                      |                      |                      |                      |                      |                      |                      |                      |                      |                      |                      |                      |                      |

## Демографія
Згідно з переписом 2010 року, у місті мешкало 449 осіб у 192 домогосподарствах у складі 100 родин. Густота населення становила 128 осіб/км².  Було 225 помешкань (64/км²).
Расовий склад населення:
| - 67,9 % — білих - 0,4 % — чорних або афроамериканців - 0,2 % — корінних американців - 26,3 % — осіб інших рас |

До двох чи більше рас належало 5,1 %. Частка іспаномовних становила 33,4 % від усіх жителів.
За віковим діапазоном населення розподілялося таким чином: 24,9 % — особи молодші 18 років, 62,2 % — особи у віці 18—64 років, 12,9 % — особи у віці 65 років та старші. Медіана віку мешканця становила 40,0 року. На 100 осіб жіночої статі у місті припадало 109,8 чоловіків;  на 100 жінок у віці від 18 років та старших — 103,0 чоловіків також старших 18 років.
Середній дохід на одне домашнє господарство  становив 48 973 долари США (медіана — 28 365), а середній дохід на одну сім'ю — 67 699 доларів (медіана — 48 542). За межею бідності перебувало 16,6 % осіб, у тому числі 16,2 % дітей у віці до 18 років та 19,6 % осіб у віці 65 років та старших.
Цивільне працевлаштоване населення становило 214 особи. Основні галузі зайнятості: мистецтво, розваги та відпочинок — 19,6 %, освіта, охорона здоров'я та соціальна допомога — 19,6 %, роздрібна торгівля — 17,8 %.